# Wasserhochbehälter (Wasenbach)

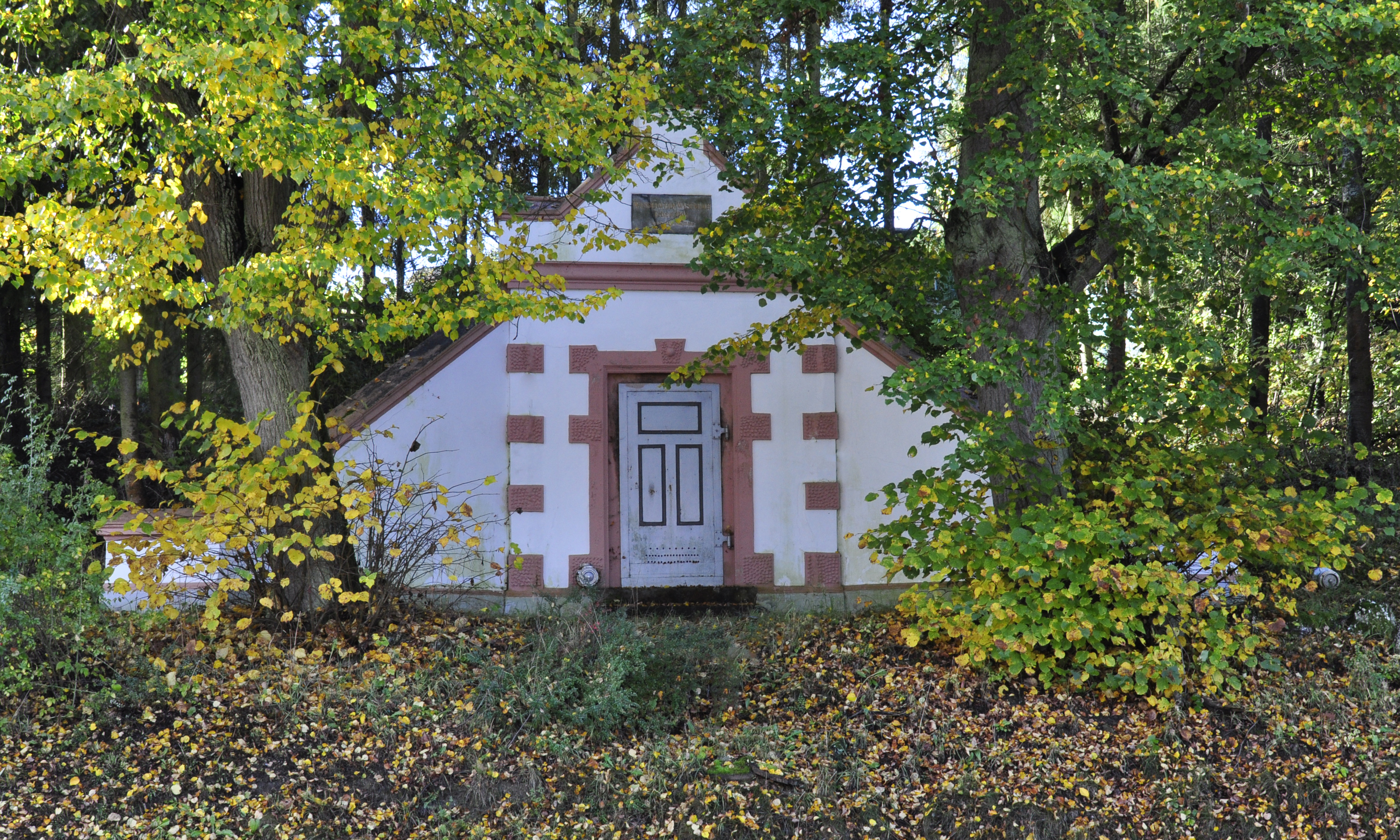
Wasserhochbehälter in Wasenbach

Der Wasserhochbehälter in Wasenbach, einer Ortsgemeinde im Rhein-Lahn-Kreis in Rheinland-Pfalz, wurde 1908 errichtet. Der Wasserhochbehälter gegenüber dem Gebäude Schönborner Straße 18 ist ein geschütztes Kulturdenkmal.
Der Bau mit Satteldach besitzt eine aufwendige architektonische Front mit Gesims, Eckquaderung und Türrahmung aus Rotsandstein.